# Naval Undersea Warfare Center
Le Naval Undersea Warfare Center (NUWC) est le centre de recherche, de développement, d'essai et d'évaluation, d'ingénierie et de soutien de flotte de l'United States Navy pour les sous-marins, les systèmes sous-marins autonomes et les systèmes d'armes offensives et défensives associés à la guerre sous-marine situé à Keyport, dans l'État de Washington. C'est l'un des laboratoires d'entreprise du Naval Sea Systems Command (en) (NUWC) qui a son siège à Newport dans le Rhode Island et a deux activités subordonnées principales : Division Newport et Division Keyport à Keyport. La NUWC contrôle également les installations de Fox Island et de Gould Island. Il emploie plus de 4 400 civils et militaires, avec des budgets de plus d'un milliard de dollars[Quand ?].
L'entité actuelle est composée de nombreux éléments de la recherche sous-marine de la Marine, en particulier l'acoustique et les systèmes acoustiques avec une histoire de recherche et de développement d'armes remontant au XIXe siècle. Deux grands laboratoires, à Newport et New London, composaient les éléments les plus importants de ce qui est maintenant la Division Newport. Ces laboratoires étaient eux-mêmes constitués de laboratoires et d'installations plus anciens consolidés datant de la Première Guerre mondiale.
En 1992, la Naval Undersea Warfare Engineering Station (NUWES) à Keyport est devenue Naval Undersea Warfare Center (NUWC), Division Keyport. La station est née du fait que la seule installation de torpilles se trouvait sur la côte Atlantique - et assemblant ses premières torpilles en 1908 - alors que la marine commençait de plus en plus à opérer dans le Pacifique après la guerre hispano-américaine. . La Pacific Coast Torpedo Station a été établie sur Puget Sound en 1914. En 1930, le nom a été changé en Naval Torpedo Station Keyport et en 1978 en Naval Undersea Warfare Engineering Station.
La Division Keyport s'est concentrée sur les torpilles et autres armes sous-marines et, au cours des décennies suivantes, sur les véhicules sous-marins. Elle coopère depuis, avec le Naval Undersea Museum voisin qui a ouvert ses portes en 1995.